# Ялуксе
Я́луксе (ест. Jalukse küla) — село в Естонії, у волості Ляене-Ніґула повіту Ляенемаа.

## Населення
Чисельність населення на 31 грудня 2011 року становила 47 осіб.

## Географія
На північній околиці села починається річка Салайиґі (Salajõgi).
Поблизу населеного пункту проходить автошлях 17 (Кейла — Хаапсалу), до якого через село веде дорога 16134 (Ору — Соолу — Ялуксе).

## Історія
До 27 жовтня 2013 року село входило до складу волості Ору.